# Kneževi Vinogradi
 Kneževi Vinogradi  è un comune della Croazia di 5 186 abitanti della Regione di Osijek e della Baranja.